# Cromer Town F.C.
Cromer Town F.C. là một câu lạc bộ bóng đá Anh đến từ Cromer, Norfolk. Hiện tại đội bóng đang thi đấu ở Anglian Combination Premier Division trên sân nhà Cabbell Park. Câu lạc bộ hiện tại được thành lập năm 1997 do sự hợp nhất giữa Cromer Town cũ và Madra United.

## Lịch sử

### Cromer Town
Cromer F.C. được ghi nhận lần đầu tiên ở mùa giải 1898–99 season, khi là á quân của Norfolk Junior Cup. Họ vô địch cup đó năm 1903 và cùng năm đó gia nhập Norfolk & Suffolk League. Mùa giải 1908–09 đội bóng vô địch giải đấu nhờ trung bình số bàn thắng. Mùa giải 1912–13 đội bóng vô địch Norfolk Senior Cup, kì tích này được lặp lại một mùa sau đó và ở mùa giải 1920–21.
Năm 1937 đội bóng gia nhập Eastern Counties League. Tuy nhiên, sau Thế chiến thứ II, họ trở lại Norfolk & Suffolk League. Năm 1964 câu lạc bộ đổi tên thành Cromer Town và gia nhập Anglian Combination, mà được thành lập bởi sự hợp nhất giữa Norfolk & Suffolk League và East Anglian League. Sau một mùa giải chuyển tiếp, Cromer được xếp ở Division One. Họ bị xuống hạng Division Two năm 1970 và Division Three năm 1978.

### Madra United
Overstrand F.C. ban đầu chơi ở Norfolk & Suffolk League trước khi gia nhập Anglian Combination lúc mới thành lập. Họ vô địch Division Three mùa giải 1969–70, được thăng hạng Division One năm 1971 và Premier Division năm 1985. Đội bóng vô địch giải đấu mùa giải 1991–92. Năm 1994 câu lạc bộ chuyển từ Overstrand sang Knapton và đổi tên thành Madra United (Madra là từ viết tắt của Mundesley and District Recreation Association, người sở hữu cơ sở vật chất thi đấu của câu lạc bộ).

### Đội bóng hợp nhất
Năm 1997 hai đội bóng này hợp nhất, tạo thành Cromer United, thay thế vị trí của Madra ở Premier Division của Anglian Combination nhưng chơi ở sân nhà Cabbell Park của Cromer Town. Họ đổi tên thành Cromer Town năm 2003 và vô địch Combination ở các mùa 2003–04, 2005–06, 2010–11 và 2011–12, Mummery Cup mùa 2002–03 và 2005–06 hoàn tất cú đúp danh hiệu League và Cup cũng như vô địch Don Frost Cup năm 2003, 2004, 2011 và 2012.

## Sân vận động
Cromer Town chuyến đến Cabbell Park năm 1922 sau khi rời Beef Meadow ở Hall Road. Sân được đặt tên theo Mrs Benjamin Bond-Cabbell, người hiến vùng đất cho thị trấn để tưởng nhớ những công dân Cromer thiệt mạng trong Thế chiến thứ II, và được mở cửa ngày 6 tháng 9 năm 1922. Tuy nhiên, năm 2009 câu lạc bộ nhận ra rằng vật để lại này là một món đồ thuê hơn là một món quà và được cho là hết hạn sau 21 năm kể từ khi chít của Queen Victoria qua đời. Đó là King Olav V of Norway, mất 1991, nghĩa là việc cho thuê sẽ hết hạn vào năm 2012.

## Danh hiệu

### Cromer Town
- Anglian Combination
  - Premier Division
    - Vô địch 2003–04, 2005–06, 2010–11, 2011-12

  - Mummery Cup
    - Vô địch 2002–03, 2005–06

  - Don Frost Cup
    - Vô địch 2003, 2004, 2011, 2012
- Norfolk Senior Cup
  - Vô địch 1912–13, 1913–14, 1920–21
- Norfolk & Suffolk League
  - Vô địch 1908–09
- Norfolk Junior Cup
  - Vô địch 1902–03
- Sailor Brown Trophy
  - Vô địch 2011, 2012

### Overstrand F.C
- Anglian Combination
  - Premier Division Vô địch 1991–92
  - Division Three Vô địch 1969–70